# Rhyacophila davao
Rhyacophila davao är en nattsländeart som beskrevs av Ross 1950. Rhyacophila davao ingår i släktet Rhyacophila och familjen rovnattsländor. Inga underarter finns listade i Catalogue of Life.